# De Lanscroon en De Liebaert
De Lanscroon en De Liebaert waren twee huizen in de Grote Staat in het centrum van de Nederlandse stad Maastricht, die van circa 1377 tot 1664 het stadhuis van die stad vormden. De uit de middeleeuwen daterende gebouwen kregen in de zeventiende eeuw een nieuwe functie en werden, na herhaaldelijk verbouwd te zijn, in 1931-1932 gesloopt.

## Geschiedenis

### Ontwikkeling stadsbestuur
Van oudsher was het bestuur van de stad Maastricht een complexe aangelegenheid. Dat kwam in de eerste plaats door het feit dat de soevereiniteit gedeeld werd door de prins-bisschop van Luik en de hertog van Brabant. De oorsprong van de tweeherigheid van Maastricht ligt nog grotendeels in het duister, maar gaat vermoedelijk terug tot de karolingische tijd. Daarnaast viel het binnen de stadswallen gelegen gebied tot aan het einde van het ancien régime onder verschillende jurisdicties. Grote delen behoorden tot het rechtsgebied van de Vroenhof of Tweebergen, de relatief kleine Nieuwstad viel onder de rechtsmacht van de bisschop van Luik, terwijl de directe omgeving van de twee kapittelkerken tot de immuniteiten van het Sint-Servaas- en het Onze-Lieve-Vrouwekapittel werden gerekend. De rest van de stad viel onder de dubbele Luiks-Brabantse jurisdictie. Elk had zijn eigen schepenbank. In 1224 is voor het eerst sprake van een Brabantse en Luikse schepenbank, elk bestaande uit zeven schepenen, die aanvankelijk met zowel de hoge en lage rechtspraak waren belast, als het bestuur en de administratie van de stad. Dat laatste, alsmede een deel van de lage rechtspraak, werd geleidelijk overgenomen door de burgemeesters en gezworen raden, die eveneens tweeledig waren samengesteld uit Luikse en Brabantse burgers. Terwijl schout en schepenen typische vertegenwoordigers waren van het soevereine gezag, vertegenwoordigden burgemeesters en gezworenen de burgerij. Laatstgenoemden kwamen samen in het stadhuis.

### Eerste stadhuis
Maastricht beschikte al in de dertiende eeuw over een stadhuis, dat toen gelegen was aan de Kersenmarkt, destijds aangeduid als 'Kaarsenmarkt'. De Kersenmarkt was in de middeleeuwen een pleinachtige ruimte, ruimer dan de huidige straat, gelegen binnen de driehoek Maastrichter Brugstraat, Maastrichter Smedenstraat en Stokstraat. Mogelijk diende het eerste stadhuis ook als gevangenis, wat de naam Stokstraat zou kunnen verklaren. In 1229 werd het stadhuis voor het eerst vermeld als domus civium ("huis van de burgerij"). In 1243 is sprake van het domus communitatis (gemeenschappelijk huis"), waaruit kan worden opgemaakt dat de burgers van Luikse en Brabantse zijde de kosten gezamenlijk droegen. In 1245 wordt het stadhuis aangeduid als pretorium.

### Tweede stadhuis
In 1377 verhuisden de schepenbanken naar een nieuwe locatie, het huis De Mayo of De Meye, destijds aan de Muntstraat gelegen, tegenwoordig onderdeel van de Kleine Staat. Dit gebouw werd vanaf dat moment aangeduid als Dinghuis. Omstreeks dezelfde tijd verhuisden ook de burgemeesters en gezworen raden naar een nieuw onderkomen in de Sint-Jorisstraat, tegenwoordig Grote Staat, dicht bij het Dinghuis. De reden voor de verhuizing is onbekend. Gedurende bijna drie eeuwen, tot 1664, was het stadhuis van Maastricht gevestigd in een tweetal naast elkaar gelegen huizen aan de Sint-Jorisstraat, grenzend aan het Vleeshuis: het huis "De Lanscroon" (later Grote Staat 5) en het huis "De Liebaert" (Grote Staat 7). Grotere vergaderingen vonden plaats in of bij de Lakenhal op de Markt. Het Dinghuis, waar het hooggerecht zetelde, lag schuin tegenover het stadhuis. Nabij het stadhuis stond een stenen marktkruis. Het is duidelijk dat dit deel van de stad in de late veertiende eeuw het bestuurlijke en ten dele ook het economische hart van de stad was geworden. De benamingen Grote en Kleine Staat dateren uit de achttiende eeuw, toen het gebied eigenlijk geen bestuurlijke functie meer had.
Over het uiterlijk van De Lanscroon en De Liebaert in de tijd dat ze het stadhuis van Maastricht vormden, is weinig bekend. Het waren in elk geval geen monumentale gebouwen, zeker in vergelijking met het omstreeks 1477 herbouwde Dinghuis. Dat blijkt ook uit een schetsmatige plattegrond van Simon de Bellomonte uit 1587, waarop het Dinghuis ("Praetorium") is ingetekend als een hoog gebouw met een dakruiter, en het stadhuis ("Domus Senatus") als een gewoon huis. Van De Liebaert, ook Lupaert of Lubart, wordt vermoed dat het een woontoren van de familie De Leopardo ("van het Luipaard") betrof. Mogelijk verwijst de naam Lanscroon eveneens naar een familienaam. In De Liebaert was de stadstaveerne gevestigd, waar ook de voorraad stadswijn in een kelder werd bewaard. De aanwezigheid van een gelagkamer in het stadhuis toont volgens de archivaris H. Wouters (1912-1997) aan dat de afstand tussen burger en stadsbestuur in middeleeuws Maastricht klein was. Aan de voorgevel van De Lanscroon hing rond 1400 het stadsuurwerk, vervaardigd door Henric van Thoren, en later waarschijnlijk verplaatst naar het Dinghuis. Aan de voorzijde van het pand, recht tegenover het marktkruis, bevond zich een overdekt platform met een schandpaal, waar onder anderen schuldenaars, geketend aan een ring, te schande werden gezet. De kelders van beide panden waren in gebruik als gevangenis. Hier zouden in 1534/35 enkele tientallen anabaptisten zijn gemarteld en ter dood veroordeeld, alsmede, ruim een eeuw later, pater Vinck en de zijnen, na het zogenaamde Verraad van Maastricht (1638). Volgens een beschrijving uit 1701, toen het gebouw al bijna een halve eeuw een andere functie had, bevatte De Lanscroon op de verdieping een grote zaal en een tweede kamer, op de begane grond een keuken, een achteruitgang, een stal en een put, en een kelder. Bij de sloop van de panden in 1931 bleek een van de zijmuren, mogelijk van De Lanscroon, te zijn opgebouwd in vakwerk. De westelijke zijmuur van De Liebaert bestond gedeeltelijk uit kolenzandsteen, wat op een hoge ouderdom wijst. Aan de achterkant bevond zich een traptorentje met afgeschuinde hoeken.

### Andere bestemmingen
Al in 1584 klaagde men in de Indivieze Raad (de 'onverdeelde' raad, dat wil zeggen met alle, zowel Luikse als Brabantse raadsleden) over de hoge onderhoudskosten van het stadhuis. In 1593 werd De Lanscroon omschreven als "zeer ruyneuse" en dermate bouwvallig dat te vrezen viel dat het in zou storten. Nog in hetzelfde jaar werd onderzocht of de Lakenhal verbouwd kon worden tot onderkomen voor de stedelijke magistraat en de rechtbanken. Daarna gebeurde er niets. Het Dinghuis voldeed al even min. In 1655 vroeg de Indivieze Raad toestemming aan de Staten-Generaal en de prins-bisschop van Luik om op de Markt een nieuw stadhuis te mogen bouwen ter vervanging van zowel het Dinghuis als De Lanscroon en De Liebaert. In juli 1659 begon de bouw van het nieuwe stadhuis en drie jaar later was het gebouw al zover gereed dat de commissarissen-deciseurs er konden worden ontvangen. In juli 1664 vergaderde de Indivieze Raad er voor het eerst.
Het oude stadhuis werd in 1657, met toestemming van de beide soevereinen, te koop aangeboden. De verkoop van De Liebaert vond een jaar later plaats; De Lanscroon wisselde pas in 1664 van eigenaar, in het jaar waarin het nieuwe stadhuis in gebruik werd genomen. Het Dinghuis bleef van de stad, hoewel dat pand eveneens zijn functie had verloren. De geschiedenis van de panden in de eeuwen daarna is nog nauwelijks onderzocht. Gezien de slechte staat van De Lanscroon mag worden aangenomen dat het gebouw na de verkoop is herbouwd of verbouwd, hetgeen bevestigd lijkt te worden door de bevindingen tijdens de sloop in 1931. In 1713 deed De Lanscroon enkele weken dienst als toneellokatie. Op de kadasterkaart van 1842 is te zien dat De Lanscroon toen eigendom was van de gezusters Nypels (of Nijpels), renteniersters. Mogelijk waren zij dochters van Theodoor Nypels (1758-1810), wiens boekhandel en drukkerij sinds 1801 op de hoek van de Grote Staat en de Spilstraat was gevestigd. De Liebaert behoorde in 1842 aan het echtpaar Schrijnemeekers-Vergilst, tabaksfabrikanten. Beide percelen waren lang en smal, maar liepen niet helemaal door tot Achter het Vleeshuis. Het perceel Nypels mat 490 m²; dat van Schrijnemeekers 455 m².
Rond 1900 was op nr. 7, het voormalige huis De Liebaert, de winkel "Palais de Cristal" gevestigd, in 1907 opgevolgd door de manufacturenwinkel "De Zon / Vroom en Dreesmann" van Willem Vroom en Anton Dreesmann, later bekend geworden als warenhuisketen V&D. Het Maastrichtse filiaal werd geleid door de uit Hamburg afkomstige neef van Dreesmann, Rudolf Rosenmöller. In de jaren 1920 breidde de winkel flink uit, waartoe enkele aangrenzende panden werd aangekocht, als eerste nr. 5, het voormalige huis De Lanscroon, waarin voorheen de winkel "A la Foire de Leipzig" van Frans Kirsch was gevestigd. Na aankoop van Grote Staat 11, was nr. 9, de winkel van Pieters-Teeuwen, de ontbrekende schakel. In 1930 wist Rosenmöller ook dit pand, met een monumentale pui, te verwerven. In 1931-1932 werden de panden Grote Staat 5-11 in twee fasen gesloopt en verrees hier de grootschalige nieuwbouw van Vroom & Dreesmann, naar een ontwerp van Jan Kuijt.

## Erfgoed

### Documentatie
Van De Lanscroon en De Liebaert is weinig historische documentatie bewaard gebleven. Van het nabije Dinghuis, vaak aangeduid als "oud stadhuis", bestaan talloze achttiende- en negentiende-eeuwse tekeningen, schilderijen en foto's. Het 'echte' oude stadhuis was blijkbaar niet aantrekkelijk om te vereeuwigen, althans niet als hoofdonderwerp. Op één achttiende-eeuwse tekening (of prent) is een deel van de zuidwand van de Grote Staat afgebeeld, hoewel de focus ook hier gericht is op het Dinghuis (zie afbeelding rechtsboven). Het betreft een tekening van Jan de Beijer uit circa 1750, waarvan de verblijfplaats onbekend is. De tekening is slechts bekend van een foto van matige kwaliteit uit 1963, die, voor zover de tekening al enig detail toonde van de huizen aan het einde van de straat, het niet mogelijk maakt De Lanscroon en De Liebaert te onderscheiden. Wel kan op de plaats waar men De Lanscroon of De Liebaert zou vermoeden een halfrond fronton worden herkend, dat een topgevel of dakkapel afsluit en waarop een beeld lijkt te zijn geplaatst.
De kunsthistoricus jhr. E.O.M. van Nispen tot Sevenaer was bij de sloop van De Liebaert en De Lanscroon aanwezig en noteerde daarbij zijn waarnemingen. Ook verrichtte hij diverse opmetingen. Van de sloop zijn, voor zover bekend, vier foto's van Alexander Simays (1866-1944) bewaard gebleven. Een daarvan toont een hoekige, mogelijk achtkantige traptoren achter het pand De Liebaert. Twee foto's tonen de deels uit kolenzandsteen opgebouwde westelijke muur van dit pand , waarin Van Nispen schietsleuven meende te herkennen, die later met mergelblokken waren opgevuld. De vierde foto toont een vakwerkgevel, maar het is niet duidelijk om welk pand het gaat. Na de sloop vond een beperkt archeologisch onderzoek door de priester-historicus Willem Goossens plaats, naar aanleiding van de vondst van prehistorische, Romeinse en middeleeuwse artefacten.

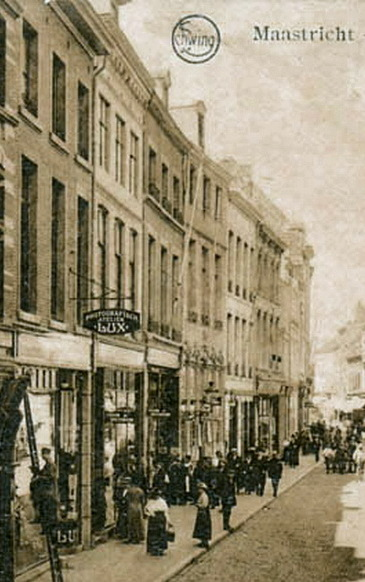
Grote Staat 3 en hoger, detail van ansichtkaart, ca. 1910
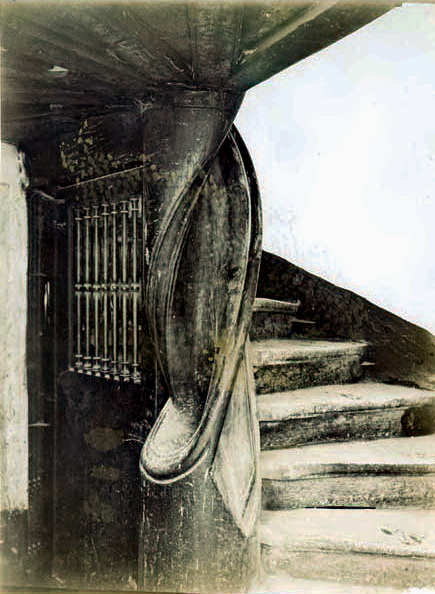
Spiltrap in traptoren Grote Staat 7, 1910
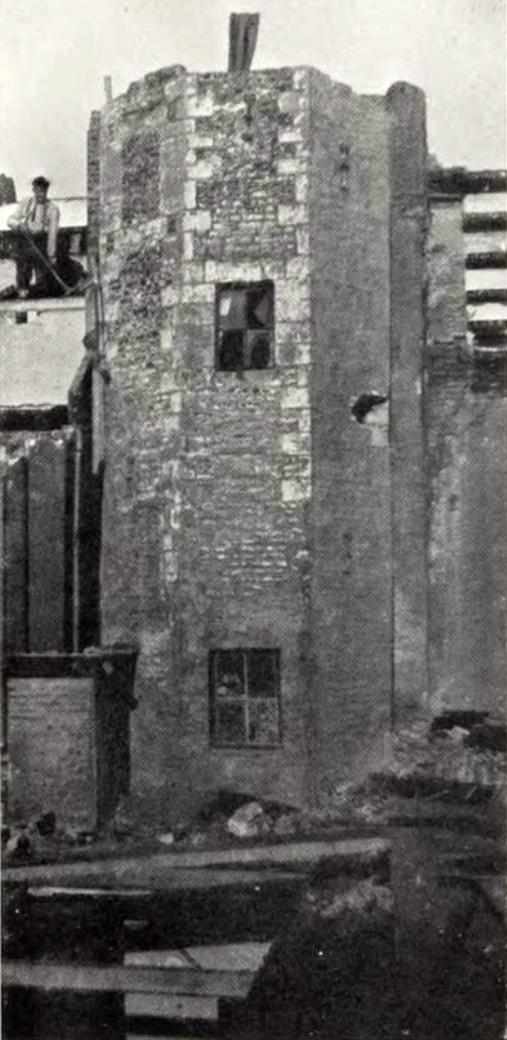
Traptoren Grote Staat 7, kort voor de sloop, 1931
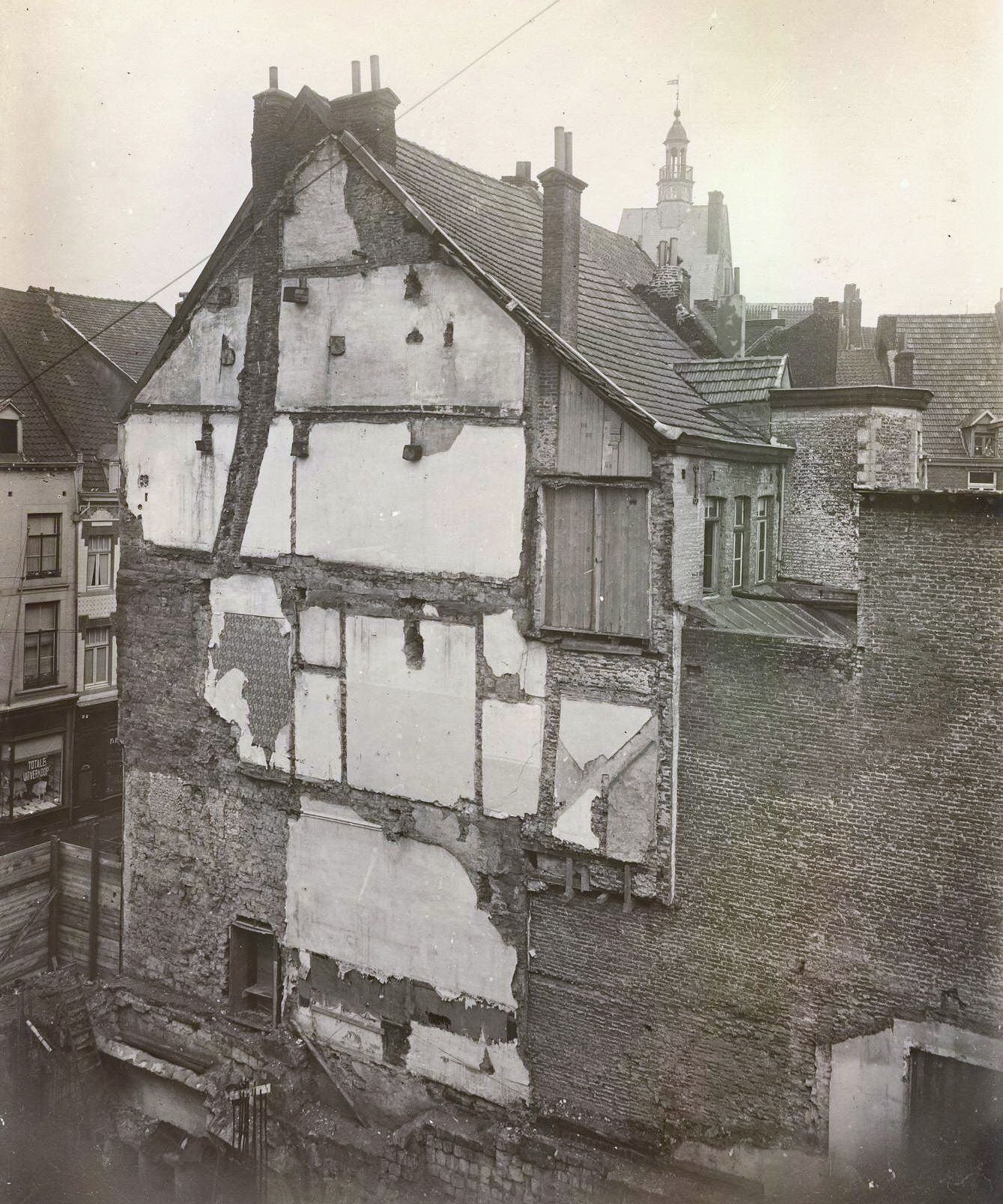
Grote Staat 7, na de sloop van nr. 9 en 11, 1931
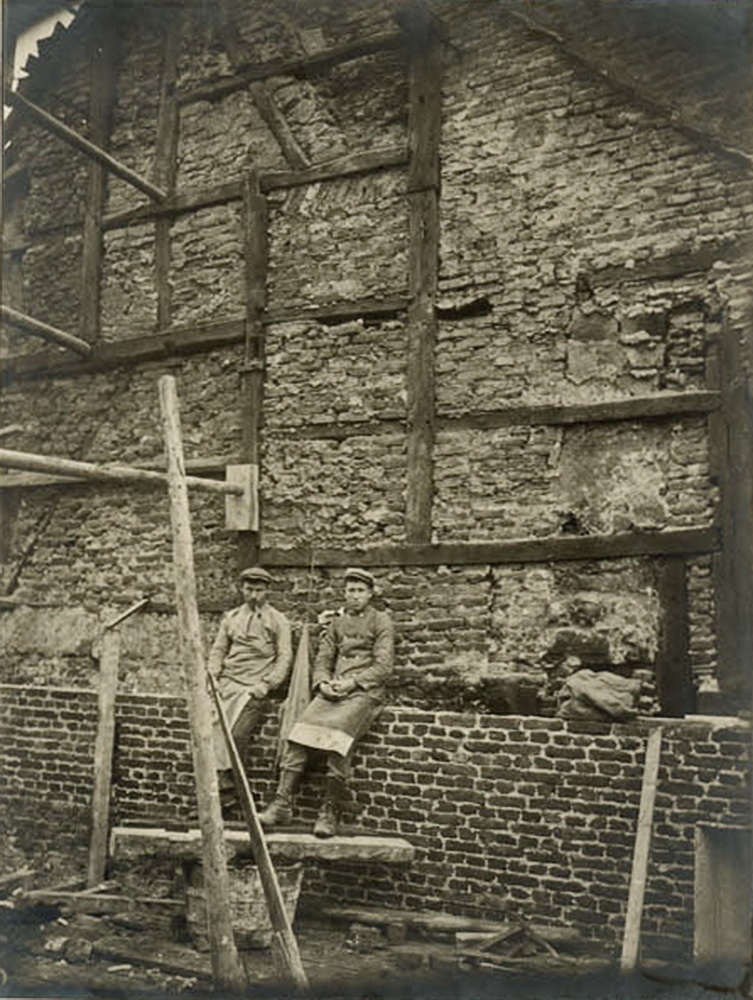
Vakwerkgevel Grote Staat 5 of 7, kort voor de sloop, 1931

### Gevelsteen, huidige bebouwing, overig erfgoed
De gevelsteen INDE LANSCROON is wellicht het bekendste en belangrijkste overblijfsel van De Lanscroon en De Liebaert. De steen is ongedateerd, maar aangezien de meeste gevelstenen in Maastricht niet ouder zijn dan 1664, is het waarschijnlijk dat de gevelsteen dateert uit de periode dat De Lanscroon geen stadhuis meer was, vermoedelijk uit circa 1700. In het verleden is geopperd dat 'lanscroon' een verschrijving is van landskroon, kroon van het land dus. De twee gekruiste lansen op de steen moesten in die optiek gezien worden als de scepters van de twee Maastrichtse soevereinen. Die visie is achterhaald gebleken. Het bewuste pand wordt in de historische bronnen vrijwel nooit aangeduid als Landscroon. Waarschijnlijk betreft het een oude huisnaam, daterend van vóór de ingebruikname als stadhuis, zoals ook bij De Liebaert het geval was. De gevelsteen was al geruime tijd voor de sloop van de panden Grote Staat 5 en 7 uit de gevel verwijderd. In 1964 bood de gemeente Maastricht, bij gelegenheid van het driehonderdjarig jubileum van het 'nieuwe' stadhuis op de Markt, de steen aan de directie van V&D aan, die hem liet inmetselen in de gevel van het warenhuis, helaas aan de verkeerde kant van de gevel, ter hoogte van (voorheen) Grote Staat 15.
Het warenhuis van Vroom & Dreesmann, dat de plaats innam van de gesloopte panden Grote Staat 5-15, is een expressionistisch bouwwerk met elementen van de Amsterdamse School en de nieuwe zakelijkheid. Het ontwerp uit 1930 is van de Amsterdamse architect Jan Kuijt, die ook elders in Nederland warenhuizen voor V&D bouwde. De gevel aan de Grote Staat is drie bouwlagen hoog, maar de onderpui is later vernieuwd. Boven de begane grond is de gevel nog min of meer in oorspronkelijke staat. Tussen de gemetselde hoekkolommen, die voorzien zijn van kalkstenen sierblokken met mens- en plantmotieven, bevinden zich dertien hoge vensters tussen muurdammen van gele baksteen. Ze bevatten originele stalen ramen en decoratieve smeedijzeren raamhekjes. De gevel wordt afgesloten door een gemetselde rollaag. Het gebouw staat op de gemeentelijke monumentenlijst.
Een belangrijk kunstobject dat mogelijk afkomstig is uit het oude stadhuis aan de Grote Staat is het schilderij De tweevoudige gerechtigheid, ook wel aangeduid als Gerechtigheidspaneel. Het paneel werd omstreeks 1475 geschilderd door Jan van Brussel voor de Raadkamer van Bourgondië. Na de opheffing van die instelling in 1477 verhuisde het ofwel naar het Dinghuis ofwel naar De Lanscroon. Na een verblijf van ruim 350 jaar in het stadhuis aan de Markt werd het in 2018 in bruikleen afgestaan aan het Bonnefantenmuseum. Enkele meubels in het stadhuis dateren uit de zeventiende eeuw en zijn mogelijk afkomstig uit het oude stadhuis. Van Nispen tot Sevenaer vermeldde dat een eikenhouten trap met balusters en drie gesneden trappalen, afkomstig uit De Liebaert en daterend uit circa 1700, terecht is gekomen in het interieur van het landhuis De Roosdonk in Nuenen. Deze in 1930 in historiserende stijl gebouwde villa is inmiddels een rijksmonument. Het is mogelijk dat dit de hierboven afgebeelde spiltrap uit het traptorentje van De Liebaert betreft.

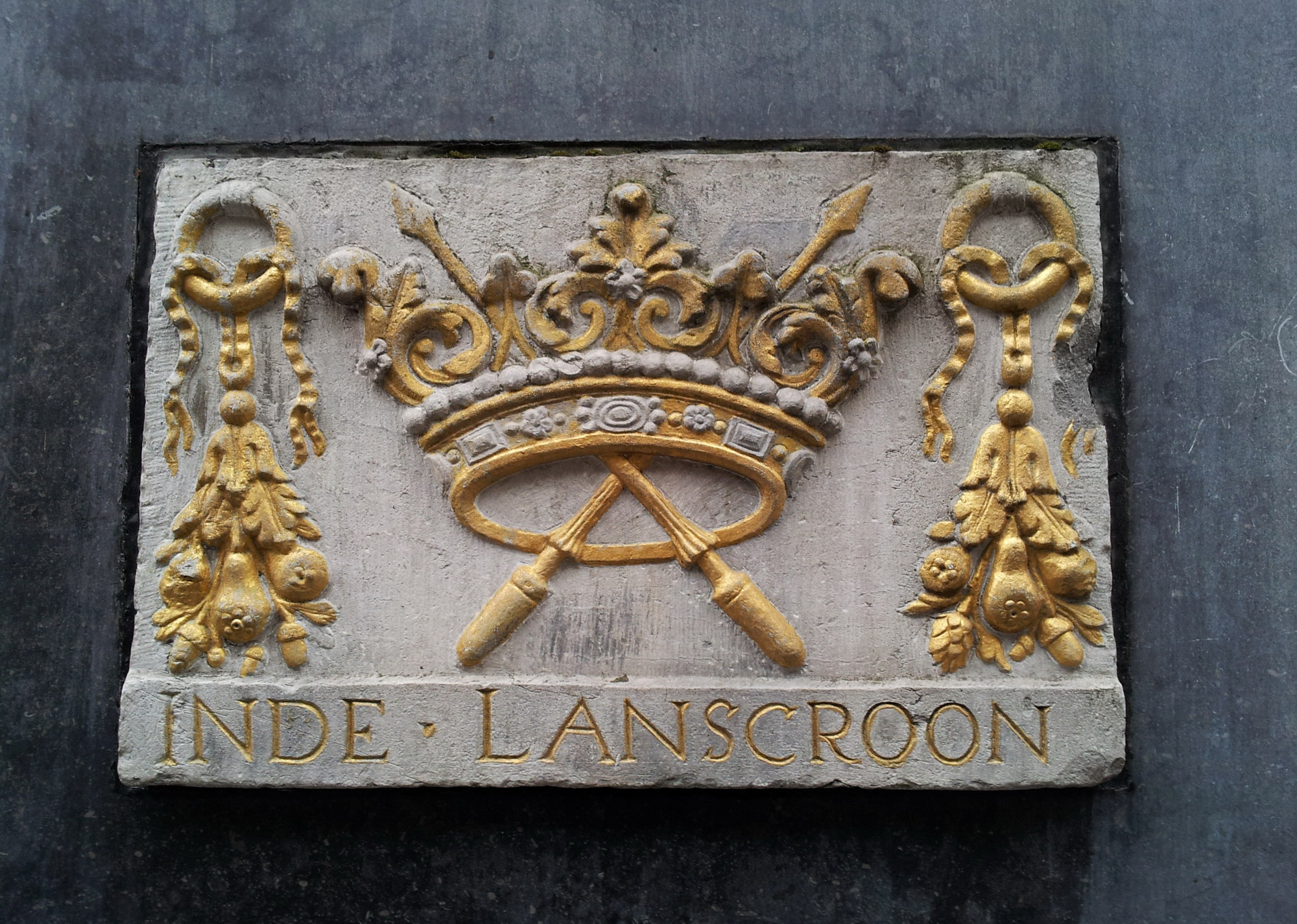
Gevelsteen INDE LANSCROON, ca. 1700
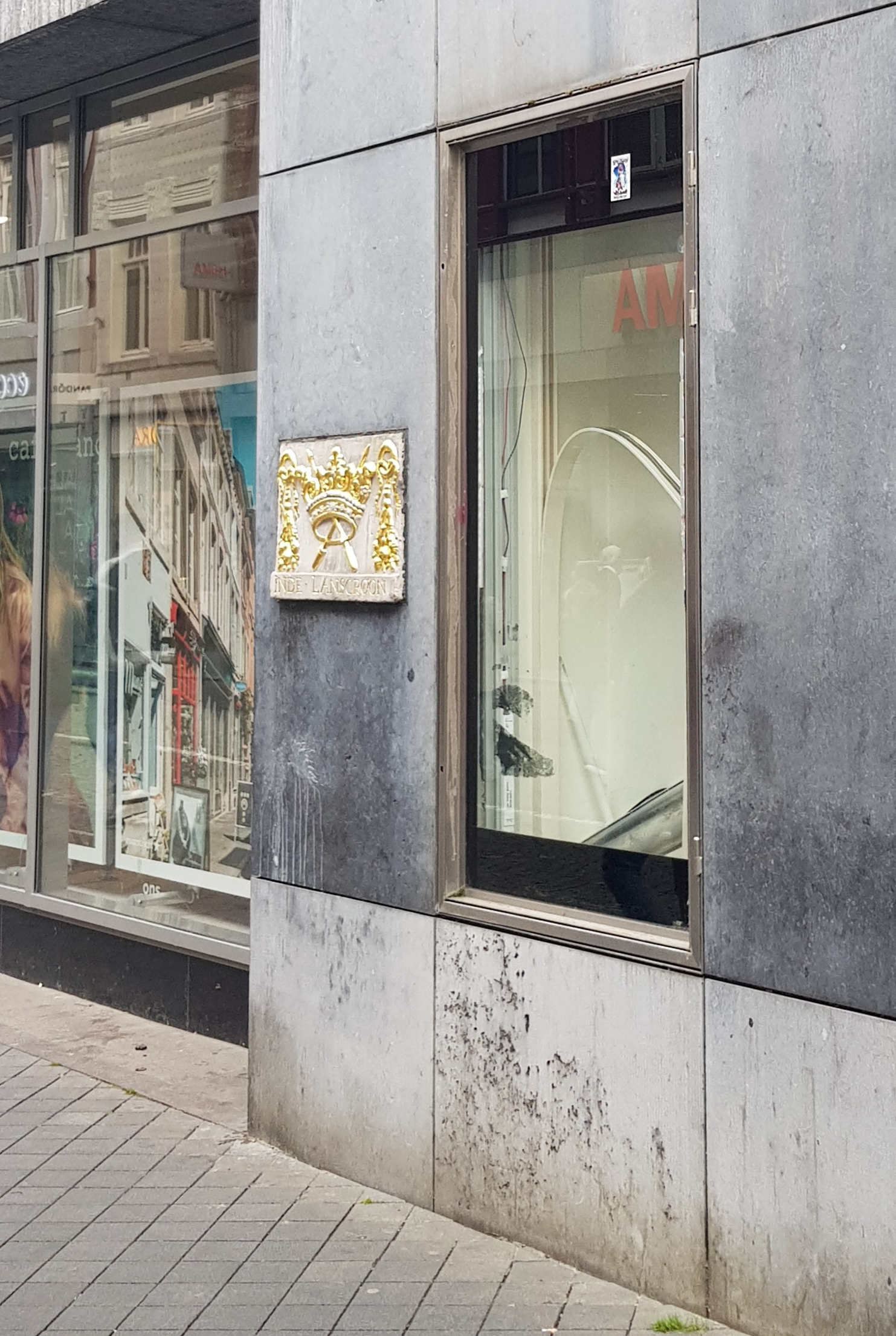
Geveldetail Grote Staat 5-15 met gevelsteen, 2021
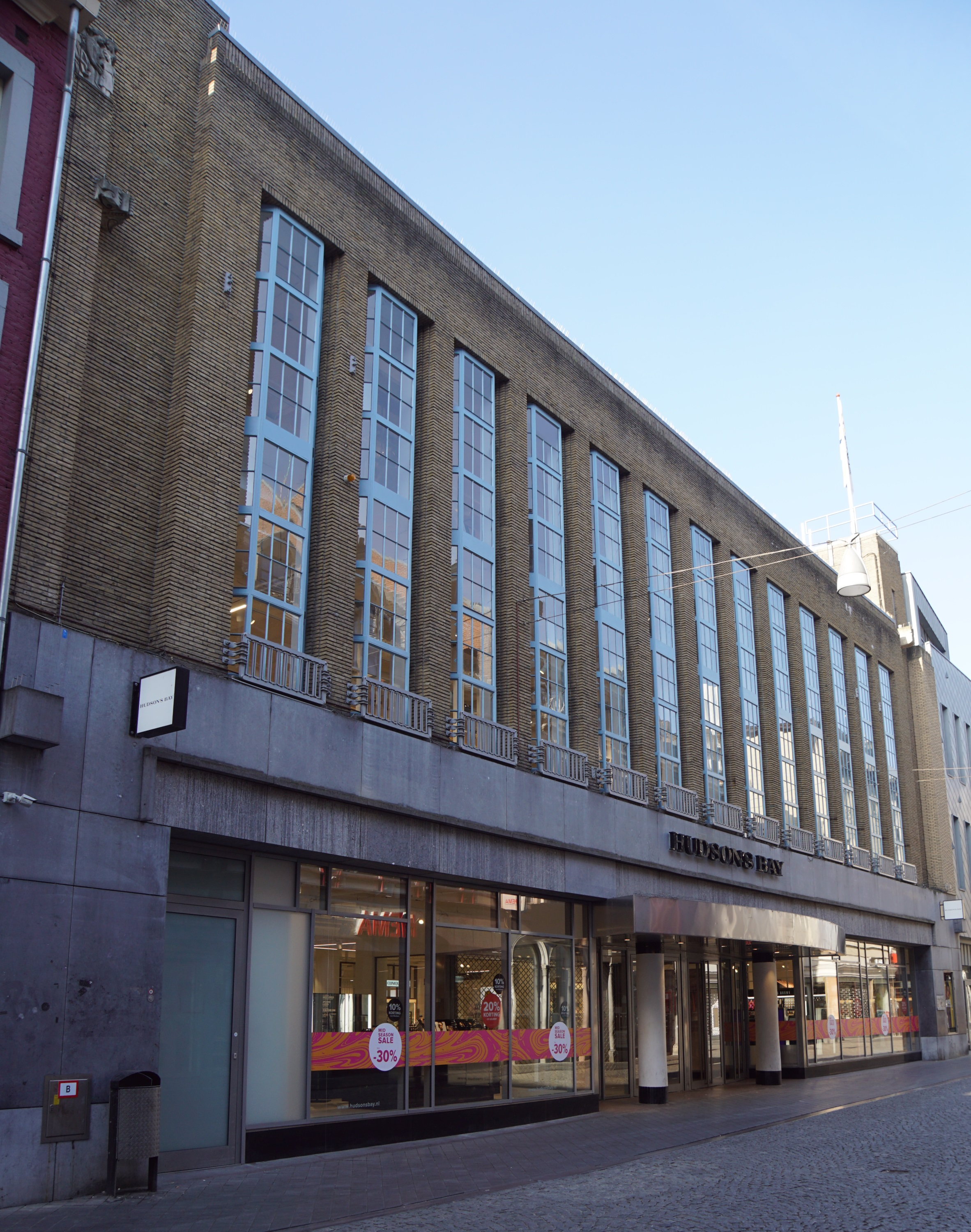
Grote Staat 5-15 (Hudson's Bay), 2019
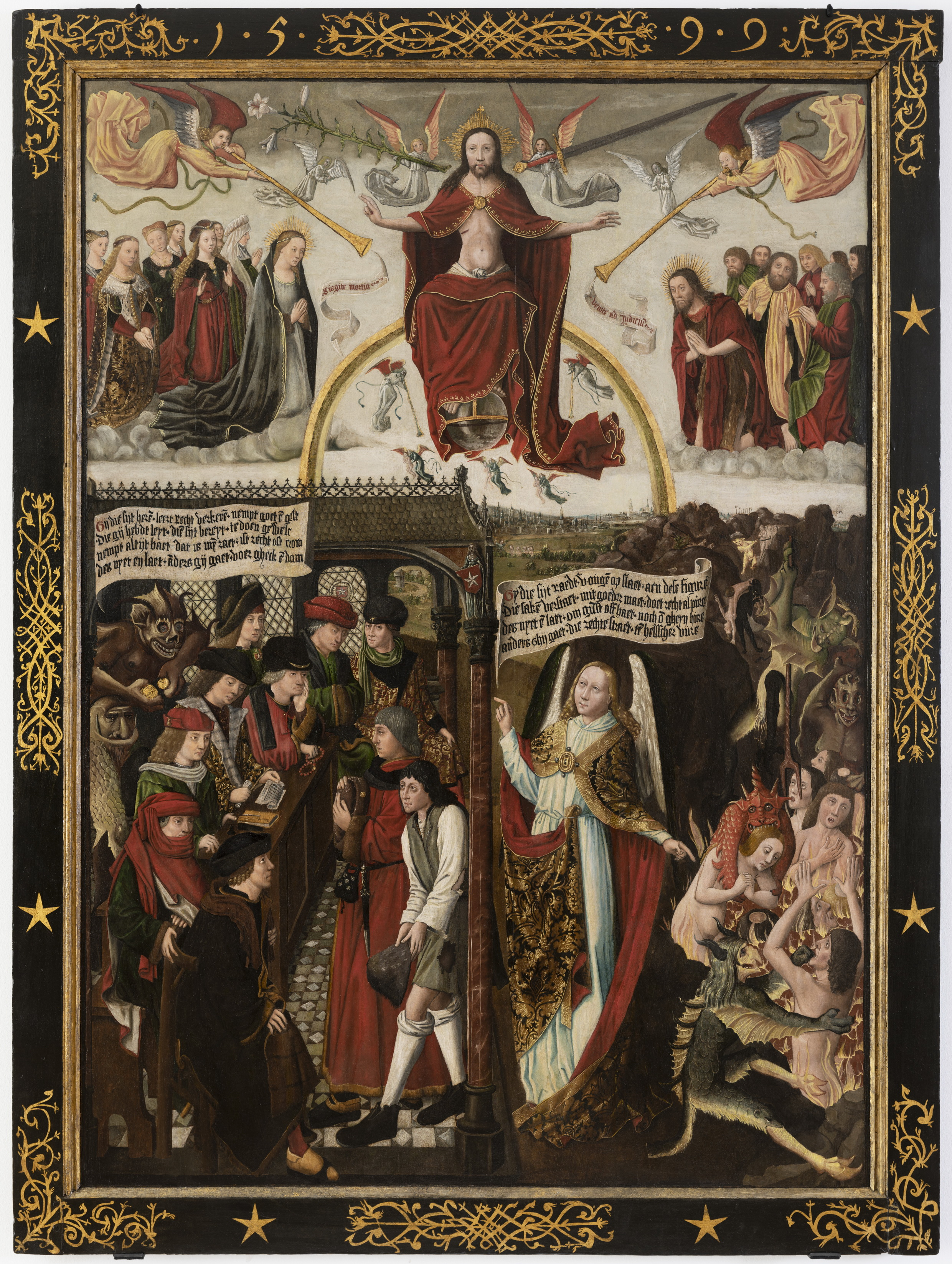
Gerechtigheidspaneel, tot 2018 in het stadhuis
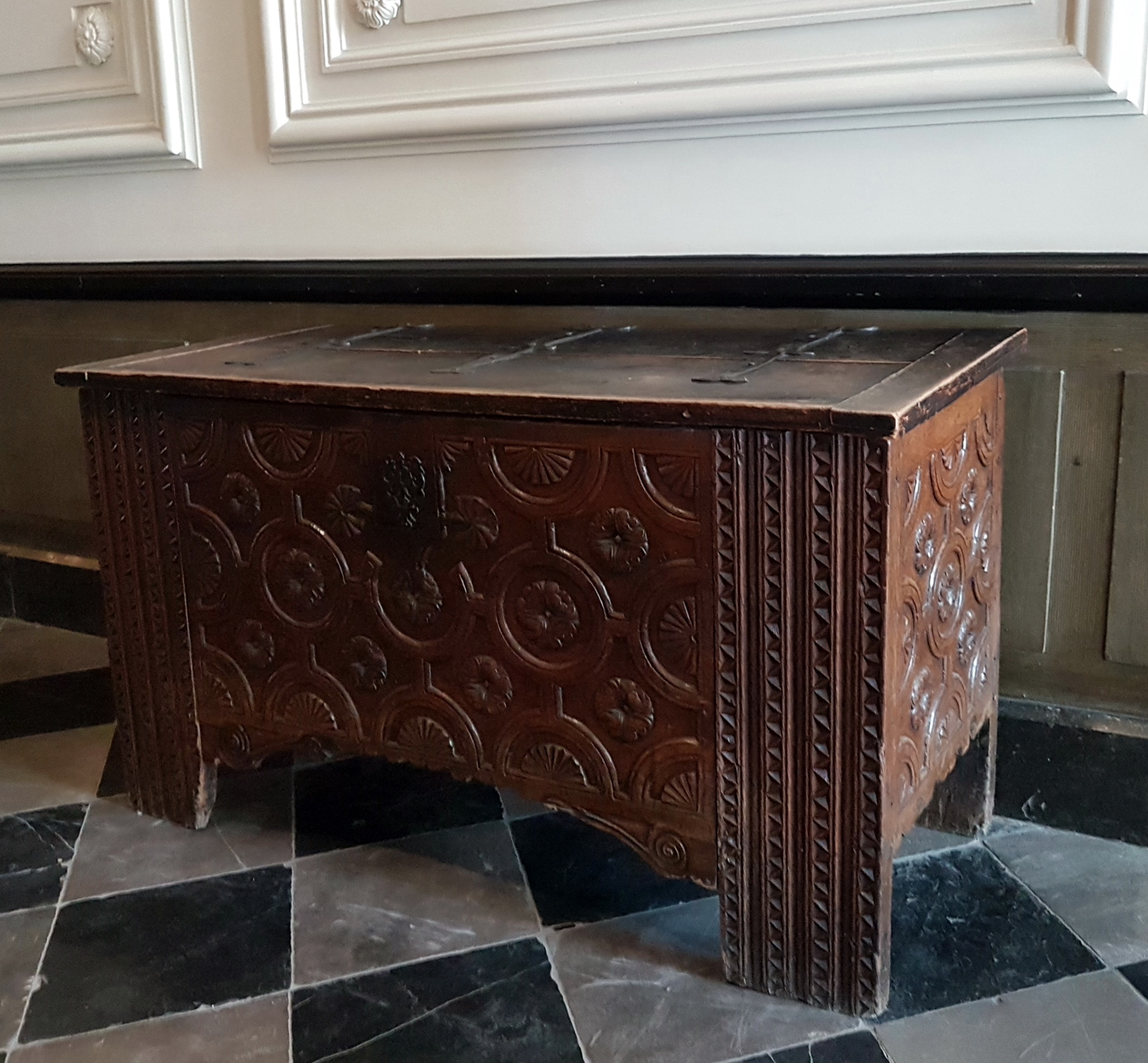
Opbergkist in de hal van het stadhuis, ca. 1600?

## Varia
- Uit een akte van 9 mei 1448 van de Indivieze Raad kan worden opgemaakt dat De Lanscroon, even als het naastgelegen Vleeshuis, laatgoed was van het Kapittel van Sint Servaas.[36] Hoe de eigendomsverhoudingen precies lagen is niet bekend.
- De inschrijving van nieuwe burgers geschiedde in middeleeuws Maastricht in twee etappes: eerst moest men zich melden bij het hooggerecht in het Dinghuis, daarna bij de burgemeesters in De Lanscroon. De nieuwe burger werd naargelang van zijn nativiteit ingeschreven in het Luikse of Brabantse burgerboek, waarna de stadsdienaar vanuit het open venster van De Lanscroon de inschrijving met luider stem bekendmaakte.[37]
- Op 22 en 23 juni 1580, een jaar na de inname van Maastricht door Parma, moesten alle ambachten en burgers boven de veertien jaar zich voor De Lanscroon verzamelen om daar onder ede te beloven de katholieke godsdienst te handhaven. Op 9 oktober 1632, enkele weken na de inname door Frederik Hendrik verzamelden de ambachten zich opnieuw bij De Lanscroon, nu om de eed van trouw aan de Staten-Generaal af te leggen.[38]
- In 1961 kreeg het vernieuwde restaurant van Vroom & Dreesmann de naam "In de Lanscroon".[39]
- In 1962 verwierp de gemeenteraad een voorstel van de straatnamencommissie om in de nieuw te bouwen wijk Malberg, waar veel straatnamen verwijzen naar oude rechtstermen en toponiemen, een straat te vernoemen naar De Lanscroon.[40]